# 隱葉䗛屬
隱葉䗛屬（學名：Cryptophyllium），是竹節蟲目（䗛目）葉竹節蟲科（葉䗛科）的一屬。其成員在分類上原本是歸在葉䗛屬中，於2021年透過型態及分子生物學證據獨立出來成為一個新屬。其分布範圍很廣，從斯里蘭卡到中國南部，東南亞大陸、菲律賓、蘇拉維西、密克羅尼西亞等都有其蹤跡。

## 下级分类
本科包括以下属：
- Cryptophyllium animatum
- Cryptophyllium athanysus
- Cryptophyllium bankoi
- Cryptophyllium bollensi
- 西里伯隱葉䗛 Cryptophyllium celebicum ，泛叶䗛
- 克里昂隱葉䗛 Cryptophyllium chrisangi
- Cryptophyllium daparo
- 獨龍隱葉䗛 Cryptophyllium drunganum ，独龙叶䗛
- Cryptophyllium echidna
- Cryptophyllium faulkneri
- Cryptophyllium icarus
- Cryptophyllium khmer
- Cryptophyllium limogesi
- Cryptophyllium liyananae
- Cryptophyllium nuichuaense
- Cryptophyllium oyae
- Cryptophyllium parum
- Cryptophyllium phami Cumming, Bank, Bresseel, Constant, Tirant, Dong, Sonet & Bradler, 2021，见于越南Cat Tien N.P.[3]
- Cryptophyllium rarum
- 藏隱葉䗛 Cryptophyllium tibetense ，藏叶䗛
- Cryptophyllium wennae
- 韋氏隱葉䗛 Cryptophyllium westwoodii ，翔叶䗛
- Cryptophyllium yapicum
- 滇隱葉䗛 Cryptophyllium yunnanense ，滇叶䗛

## 外部連結
- 维基共享资源上的相關多媒體資源：隱葉䗛屬